# Бархатница фрина
Бархатница фрина, или трифиза фрина (Triphysa phryne) — дневная бабочка из семейства Бархатницы. Единственный в Европе представитель небольшого центральноазиатско-сибирского реликтового рода Triphysa.

## Этимология названия
Фрина (греческая мифология) — афинская красавица-гетера, отстроившая разрушенные Фивы.

## Описание
Длина переднего крыла 15—19 мм. Размах крыльев — 30—39 мм. Усики короткие, бело-жёлтые, со сплющенной булавой. Половой диморфизм сильно выражен. Общий фон окраски крыльев самцов — тёмный серо-бурого цвета, самки — кремово-беловатый. Нижняя сторона крыльев — контрастная серо-бурая, с выразительными беловатыми жилками и рядами «глазков» вдоль внешнего края крыльев.

## Ареал
Восточная Турция, степная зона от Украины через степи юго-востока европейской России и Казахстана до Тянь-Шаня и Алтая, включая Южный Урал и юго-западную Сибирь.
На Украине встречается только на территории Херсонской области (заповедник «Аскания-Нова») и у озера Сиваш (включая его немногочисленные острова) на нескольких сохранившихся локальных участках целинной степи.
Локально встречается по сохранившимся островкам типичных степей на юго-востоке европейской части России. На севере граница ареала вида проходит по северу степной зоны (Самарская область), на юге — по северу Калмыкии и зоне сухих степей и полупустынь в Астраханской области. В Нижнем Поволжье вид является местами весьма многочисленным. Встречается на многих меловых массивах в Волгоградской области, в окрестностях озера Эльтон. Крайне локален в Саратовской области, где известен из степей Хвалынского, Вольского, Красноармейского, Краснокутского, Энгельсского, Ровенского районов. Самыми южными местами обитания вида на территории Поволжья являются популяции в окрестностях горы Большое Богдо в Астраханской области. На Южном Урале также является местами обычным видом в Оренбургской области. На территории Башкортостана встречается локально в южных, западных и юго-восточных районах. В Приазовье к настоящему времени данный вид не найден. Известны находки на Северном Кавказе — в субальпийском поясе (Долина Нарзанов).
Локально распространён в различных районах Атырауской и Западно-Казахстанской областей Казахстана.
Бабочки данного вида населяют типичные ковыльные и ковыльно-разнотравные степные биотопы с зарослями караганы, сухие злаково-полынные степи, остепнённые склоны балок и залежи, а также меловые степи.

## Биология
Развивается за год в одном поколении. Время лёта бабочек отмечается в конце апреля — мае. На Южном Урале бабочки встречаются в начале 3-й декады мая.
Бабочки летают лишь по густым ковыльным участкам, иногда в массе. Наиболее часто встречаются они по склонам балок, а также у оснований холмов.
В поисках самок самцы стремительно обследуют куртины ковыля своеобразным, «вихляющимся» полётом. Особенности окраски нижней стороны крыльев и характерный виляющий быстрый полёт делают самцов трудно заметными на фоне колышущегося на ветру ковыля. Самки обычно сидят на земле или в куртинах злаков, летают крайне редко и неохотно. Будучи вспугнутыми, отлетают на небольшие расстояния (летят по прямой 30—40 метров) и «падают» на землю, где прячутся в злаковых стеблях. Найдя самку, самец резко «припадает» к земле и пытается выгнать её из травы, а затем спаривается с ней на земле.
Изредка наблюдалось питание самцов на цветках катрана. Откладывание яиц происходит на стебли кормового растения, которым являются различные виды ковыля (Stipa sp.). Зимует куколка.

## Охрана
В Красной книге Международного союза охраны природы (МСОП) данный вид имеет 1 категорию охраны (CR — находящиеся под глобальной угрозой исчезновения и имеющие очень низкую или быстро сокращающуюся численность, спасение которых невозможно без специальных мер охраны.
Бархатница фрина также включена в «Красную книгу Европейских дневных бабочек» с категорией SPEC3 — вид, обитающий как в Европе, так и за её пределами, но находящийся на территории Европы под угрозой исчезновения.
Вид включён в Красную книгу Украины, как «уязвимый вид». На территории Украины за последнее столетие в результате распашки степей и выпаса скота ареал значительно сократился. Численность не превышает 20—30 особей на гектар в местах обитания. Угрозы: нарушение мест обитания вида (распашка целинной степи, чрезмерный выпас скота, выжигание травы).
Занесён в Красную книгу Саратовской области.